# Haematopota aquilina
Haematopota aquilina är en tvåvingeart som först beskrevs av Seguy 1934.  Haematopota aquilina ingår i släktet Haematopota och familjen bromsar. Inga underarter finns listade i Catalogue of Life.